# Тропарёвский парк
ООПТ «Ландшафтный заказник „Тропарёвский“» — заказник, расположенный на территории района Тропарёво-Никулино на западе Москвы. Площадь ООПТ «Ландшафтный заказник „Тропарёвский“» в утверждённых границах составляет 218,7 га. 
Ландшафтный заказник «Тропарёвский» образован на основании Постановления Правительства Москвы от 23.12.2008 № 1164-ПП «Об утверждении Положения об особо охраняемой природной территории регионального значения „Ландшафтный заказник „Тропарёвский“».

## Рельеф
Территория заказника расположена в пределах Теплостанской останцовой эрозионной возвышенности, являющейся частью Москворецко-окской полого-увалистой равнины. Для данной территории характерно наличие разветвлённой системы балок, донных и береговых оврагов. На склонах глубоких балок возможно проявление оползневых процессов. В целом территория характеризуется относительно мягкими формами рельефа.

## Название
Названию местности «Тропарёво» уже около 600 лет. В конце XV века здесь появилось село — вотчина боярина Ивана Михайловича по прозвищу Тропарь, которое он получил за то, что хорошо пел псалмы — «тропари». В 1583 году царь Иван Грозный передал село Тропарёво в вотчинное владение Новодевичьего монастыря, а 1765 года по указу Екатерины II церковные земли были переданы в ведение Коллегии экономии.

## История

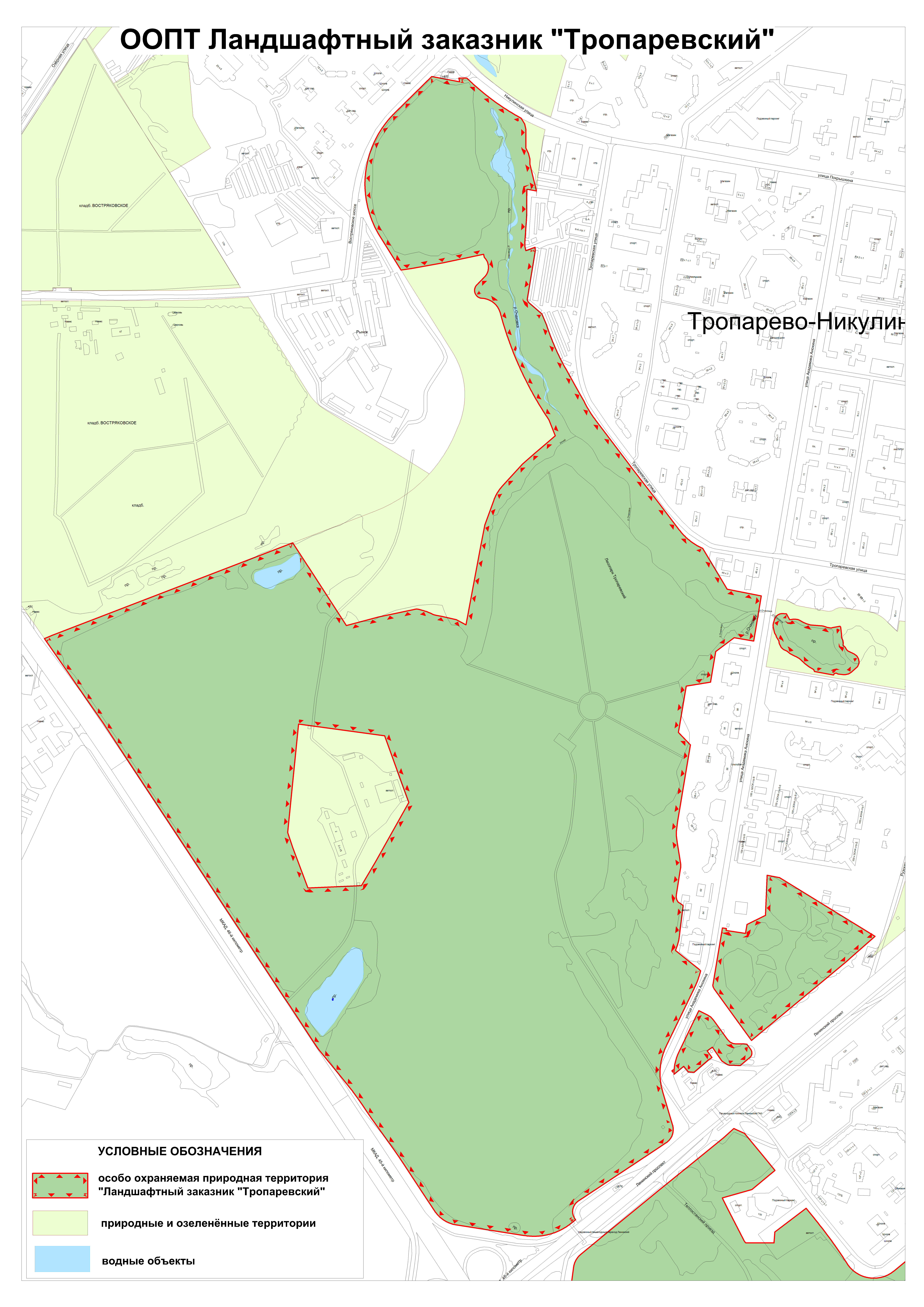
Ландшафтный заказник «Тропарёвский»

В 1961 году на месте бывших монастырских садов был заложен парк, названный в честь XXII съезда КПСС, имевшего для нашей страны важное историческое значение. Поэтому, в ознаменование этого события, закладка парка проводилась на высоком профессиональном уровне с соблюдением технологий посадочных работ и использованием качественного посадочного материала. Была заложена круглая центральная площадь (с памятными посадками дуба), от которой лучами расходятся шесть аллей — берёзовая, лиственничная, тополиная, яблоневая, кленовая, липовая. И пятнадцать площадок, посвящённых союзным республикам. Сохранившаяся радиально-лучевая система планировки лишь канва первоначального замысла ландшафтных архитекторов. Остальная парковая инфраструктура и детальная планировка полностью утрачены.
При создании парка было высажено более сорока тысяч деревьев. Посадки производились по типу лесных культур, аллеями, небольшими ландшафтными группами и одиночными экземплярами.
В конце 2006—2007 гг. в парке были оформлены входы на территорию, обустроены места отдыха, созданы детские и спортивные площадки, устроены асфальтированные велосипедные дорожки, установлены информационные щиты.
Весной 2007 года вблизи центрального круга был заложен «Аптекарский огород». Его создание носит, прежде всего, просветительский характер. Здесь проводятся познавательные экскурсии для детей. На сегодняшний день в «Аптекарском огороде» высажено около пятидесяти видов растений, которые используются в лекарственных целях, многие из них занесены в Красную книгу города Москвы.
Для демонстрации различных видов птиц в Тропарёво был построен вольерный комплекс. На время весенне-летнего периода сюда приезжают пернатые постояльцы.
В 2010 году образован «Ландшафтный заказник „Тропарёвский“» (Постановление Правительства Москвы от 4 августа 2009 г. № 733-ПП "Об утверждении положения об особо охраняемой природной территории регионального значения "Ландшафтный заказник «Тропарёвский»» (ред. ППМ от 03.08.2010 № 663-ПП).

## Природные составляющие ландшафтного заказника
Территория «Ландшафтного заказника „Тропарёвский“» имеет важное экологическое, природопознавательное и рекреационное значение в структуре города и Западного административного округа г. Москвы. Ландшафтный заказник улучшает микроклимат и состояние окружающей среды в прилегающих к нему жилых массивах. Его средозащитной эффективности способствует расположение в долинах реки Очаковки и её притоков, достаточно высокое биотопическое разнообразие и преобладание древесной, прежде всего — лесной растительности.
Долина левого притока реки Очаковки является памятником природы.

## Флора и фауна
На территории «Ландшафтного заказника „Тропарёвский“» в составе древесных массивов отмечено 17 видов древесных пород. Основными породами в заказнике являются берёза, сосна, клён остролистный, липа мелколиственная, лиственница — чистые либо смешанные. В древостоях присутствуют и такие породы как ясень, вяз гладкий, ольха серая, ива козья, ломкая, белая, яблони. Среди кустарников широко представлены свойственные Подмосковью сугубо лесные виды — лещина, жимолость, крушина ломкая, бузина, малина. В поймах реки Очаковки и её притоков широко распространены кустарниковые виды ив. Из кустарничков на территории заказника произрастает только брусника, отдельные кустики которой сохранились в березняке у основания деревьев.
По данным геоботанического обследования, выявлено 376 видов травянистых растений, из них 33 вида — занесённые в Красную книгу города Москвы. 
На территории заказника выявлены 74 вида позвоночных животных. Амфибии представлены травяной лягушкой, остромордой лягушкой, обыкновенным тритоном и гребеначатым тритоном.

## Галерея

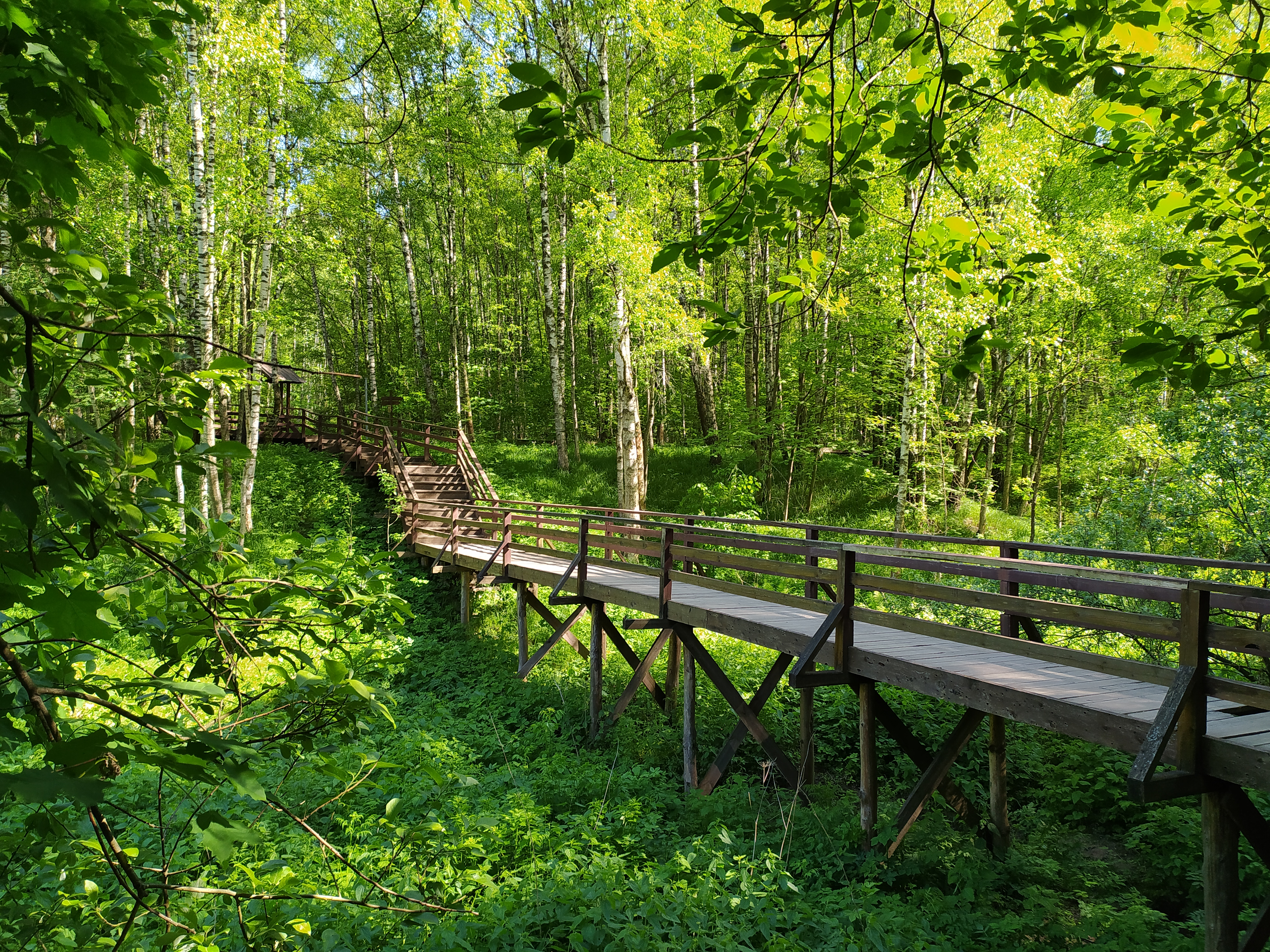
Пешеходный мостик в ландшафтном заказнике «Тропарёвский»